# Venezillo pisum
Venezillo pisum är en kräftdjursart som först beskrevs av Gustav Budde-Lund 1885.  Venezillo pisum ingår i släktet Venezillo och familjen Armadillidae. Inga underarter finns listade i Catalogue of Life.